# Rosita, Nicaragua
Rosita är en kommun (municipio) i Nicaragua med 30 552 invånare (2012). Den ligger i den nordöstra delen av landet i Región Autónoma de la Costa Caribe Norte. Kommunens traditionella huvudnäring är gruvindustri.

## Geografi
Rosita gränsar till kommunerna Waspán i norr, Puerto Cabezas i öster, Prinzapolka i söder samt till kommunerna Siuna och Bonanza i väster. Kommunens centralort Rosita, med 8 535 invånare (2005), ligger i den västra delen av kommunen.

## Historia
Rosita blev 1971 centralort för kommunen Prinzapolka men 1989 bröts Rosita ut ur Prinzapolka för att bilda en egen kommun. År 2005 upphöjdes Rosita till rangen av ciudad (stad).

## Transporter
Kommunen ligger längs landsvägen mellan västra Nicaragua och hamnstaden Bilwi vid Karibiska havet. Det finns daglig busstrafik till och från Siuna, Bonanza, Managua, Bilwi och mellanliggande orter.
Rosita har en liten flygplats 4 kilometer söder om centrum med en 1 975 meter asfalterad landningsbana. Den saknar dock reguljär flygtrafik (IATA: RFS).

## Bilder
|  |  |
|  |  |